# 시흥동 (성남시)
시흥동(始興洞)은 대한민국 성남시 수정구의 법정동이다.

## 개요
시흥동은 원래 용인에서 말죽거리(지금의 양재동)를 통하여 서울로 가던 길 노변에서 거주하던 마을 주민들이 청계산 일대에 숨어살던 도적떼의 피해가 극심하여 현재의 위치로 이주하여 형성된 마을이다. 처음에는 노변에서 이주시킨 마을이라 하여 ‘보낸말’이라 하던 것이 ‘모랜마’로 변하기도 했는데 이들은 이제부터는 도적떼의 폐해가 없을 것이니 새로 흥할 수 있는 마을이라 하여 시흥리라 하였다가 시흥동으로 부르게 된 것이라 한다. 조선시대에는 광주군 대왕면 시흥동 이었다가 1914년 행정구역 통폐합에 따라 시흥리(始興里)라 하였다. 1971년 경기도 성남출장소에 편입되었다가 1973년 7월 성남시에 편입되었고 , 1975년 대왕출장소에 편입되어 시흥·금토·사송의 3개동을 합하여 시흥동이 설치되었으며 1989년 5월 수정구 출범에 따라 이곳에 편입되었다. 구 시흥군 지역, 서울특별시 시흥동과는 연관이 없다.

## 법정동
- 시흥동(始興洞)
- 금토동(金土洞)
- 사송동(沙松洞)

## 교육
- 왕남초등학교

## 주요 시설
- 한국국제협력단
- 고등우체국
- 국가기록원 나라기록관
- 세종연구소